# Línia defensiu central

Posició del línia defensiu central (NT) a l'inici de jugada, en una formació 3-4.

El línia defensiu central, en anglès nose tackle (NT) o nose guard, és un tipus de jugador defensiu de futbol americà. Pertany a la línia defensiva i es situa just davant del central. En realitat el terme fa més referència a la posició, per què el jugador que l'ocupa gairebé sempre és un bloquejador defensiu.
Tenen tres funcions principalment: si la jugada que farà l'equip contrari és de passada, han de presionar el rerequart, per què no tingui temps de fer un bon passi; si la jugada és de correguda, la seva funció és intentar bloquejar als corredors contraris; però també de vegades és un funció més estàtica, parant els bloquejadors ofensius que volen penetrar en la defensa.
Acostumen a ser jugadors molt alts i forts, però també explosius.
Històricament els línies defensius centrals no existien, però l'aparició de la defensa 3-4 (vegeu línia defensiva) va fer que els equips comencessin a fer-los servir.